# Gajedi Taal

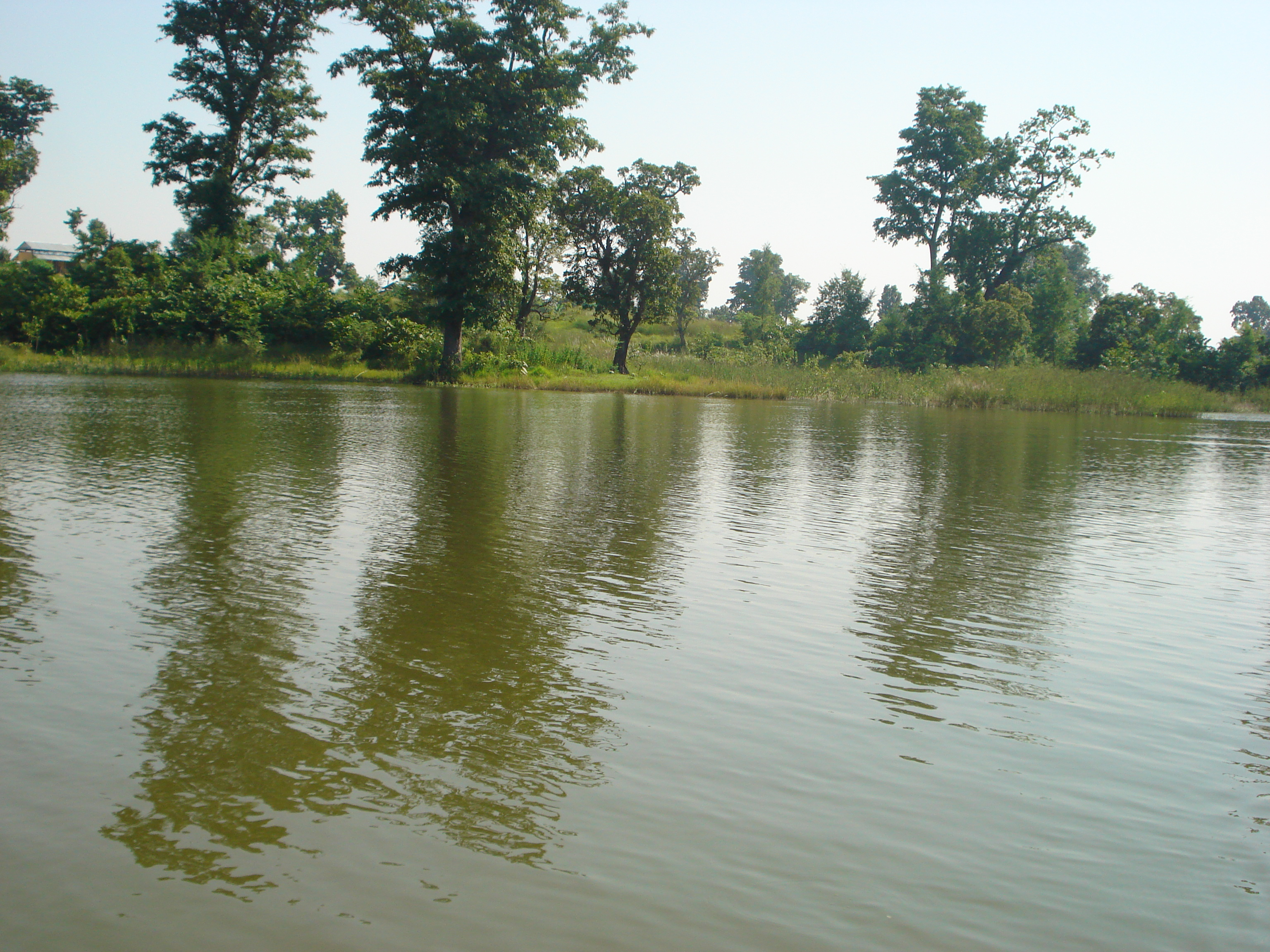
Lago Gajedi Taal en Nepal.

El lago Gajedi Taal (en nepalí: गजेडी ताल) es un importante lago de Nepal que se encuentra a 3 km al sur de la Autopista Mahendra. El nombre Gajedi hace referencia a la zona en la cual se encuentra ubicado. El lago abarca unos 4.5 kilómetros cuadrados y se encuentra rodeado por una jungla muy pintoresca. Toda la zona del lago es muy bonita y pacífica y se encuentra muy cerca del sitio histórico de  Lumbini, donde nació Buda Gautama hace 2600 años.

## Lumbini
Lumbini, es el sitio de nacimiento de Buda Gautama en el Siglo VI a. C.. También llamado La luz de Asia, es uno de los lugares más visitados de Nepal por turistas locales y extranjeros.